# Сераковиці (гміна)
Гміна Сераковіце (пол. Gmina Sierakowice) — сільська гміна у північній Польщі. Належить до Картузького повіту Поморського воєводства.
Станом на 31 грудня 2011 у гміні проживало 18170 осіб.

## Територія
Згідно з даними за 2007 рік площа гміни становила 182.36 км², у тому числі:
- орні землі: 60.00%
- ліси: 28.00%

Таким чином, площа гміни становить 16.28% площі повіту.

## Населення
Станом на 31 грудня 2011:
| Опис     | Загалом | Загалом | Чоловіки | Чоловіки | Жінки | Жінки |
| -------- | ------- | ------- | -------- | -------- | ----- | ----- |
| одиниця  | осіб    | %       | осіб     | %        | осіб  | %     |
| все      | 18170   | 100     | 9184     | 50.54    | 8986  | 49.46 |
| міське   | 0       | 100     | 0        |          | 0     |       |
| сільське | 18170   | 100     | 9184     | 50.54    | 8986  | 49.46 |

## Сусідні гміни
Гміна Сераковіце межує з такими гмінами: Картузи, Ліня, Пархово, Стенжиця, Суленчино, Хмельно, Цевіце, Чарна Домбрувка.